# Port lotniczy Teniente Prim Alarcon
Port lotniczy Teniente Prim Alarcon (IATA: ENO, ICAO: SGEN) – jeden z paragwajskich portów lotniczych, zlokalizowany w mieście Encarnación.